# طومسون هيوستن
شركة طومسون هيوستن للكهرباء، تم إنشائها عام 1882  في الولايات المتحدة عندما قامت مجموعة من مستثمري لين وماساتشوسيتس بقيادة تشالرز إيه .كوفين بشراء شركة إليهو طومسون وإدوين هوستن الأمريكية للكهرباء من مستثميرها في نيوبريتين بولاية كونيكتيكت الأمريكية، في ذلك الوقت نقلت الشركة عملياتها إلى مبنى جديد في ويسترن إيف، في لين بولاية ماساتشوسيتس لأن العديد من المستثمرين كاناو من مصنعي الأحذية من لين.
قاد تشالرز إيه كوفين الشركة ونظم عمليات التمويل والتسويق والمبيعات، وقام إلوين دبليو رايس بتنظيم منشآت التصنيع، وقام إليهو طومسون بإدارة الغرفة النموذجية اللتي كانت مقدمة لمختبر البحوث الصناعية. وبفضل قيادتهم، نمت الشركة لتصبح شركة تبلغ قيمتها 10 ملايين دولار في المبيعات و4000 موظف بحلول عام 1892، وتم تنظيم شركة طومسون هيوستن الدولية لتعزيز المبيعات الدولية.
في 1888 زودت شركة طومسون هيوستن سكة حديد لين آند بوسطن ستريت بأجهزة التوليد والدفع في دائرة هايلاند لتكون أول عربة كهربائية في الشوارع في ماساتشوسيتس.
وفي 1889 قامت الشركة بشراء شركة برش (التي أسسها تشارلز أف برش) والتي حلت مشاكل براءة اختراع مصباح القوس وبراءة اختراع الدينامو بينهما. وفي 1892 اندمجت شركة طومسون هيوستن في وقت لاحق مع شركة إديسون جنرال إليكتريك في شنيكتادي بولاية نيويورك.